# РБК (газета)
Ежедневная деловая газета РБК, до октября 2014 — «РБК daily» — ежедневная аналитическая газета, входящая в медиагруппу «РосБизнесКонсалтинг». Учредитель — OOO «РБК Медиа». В газете представлен анализ ситуации в различных отраслях российской экономики и компаниях, а также международные деловые новости.
По данным LiveInternet (март-апрель 2013 г), ежедневно сайт газеты РБК daily читают свыше 250 тыс. пользователей. Размер ежемесячной аудитории — 4,8 млн человек. Тираж бумажной версии, которая выходит 5 дней в неделю, составляет 80 тыс. экземпляров.
Главный редактор — Игорь Тросников, ранее — Пётр Кирьян.
Первый номер вышел 25 сентября 2006 года тиражом 80 тыс. экземпляров.
В 2007—2014 годах издавалась в сотрудничестве с немецкой Handelsblatt.

## Специализация
- Становление российского бизнеса
- Место российского бизнеса в мировой системе и его перспективы
- Наиболее прибыльные направления для развития бизнеса
- Тенденции в отраслях российской экономики, краткосрочные и среднесрочные перспективы
- Взаимодействие бизнеса и государства
- Повышение конкурентоспособности российского бизнеса